# 인더스 아서
인더스 아서(Indus Arthur, 1941년 4월 28일 ~ 1984년 12월 29일)는 미국의 배우, 가수, 연극 배우, 텔레비전 배우, 영화배우이다.
로스앤젤레스에서 태어났으며 로스앤젤레스에서 사망하였다. 사인은 암이다.

## 영화
- 매시 (1970년)
- 알바레즈 켈리 (1966년)
- 제너럴 호스피털 (1963년)
- 벤 케이시 (1961년)
- 나의 세 아들 (1960년)
- 페리 메이슨 (1957년)